# Rüşdiye

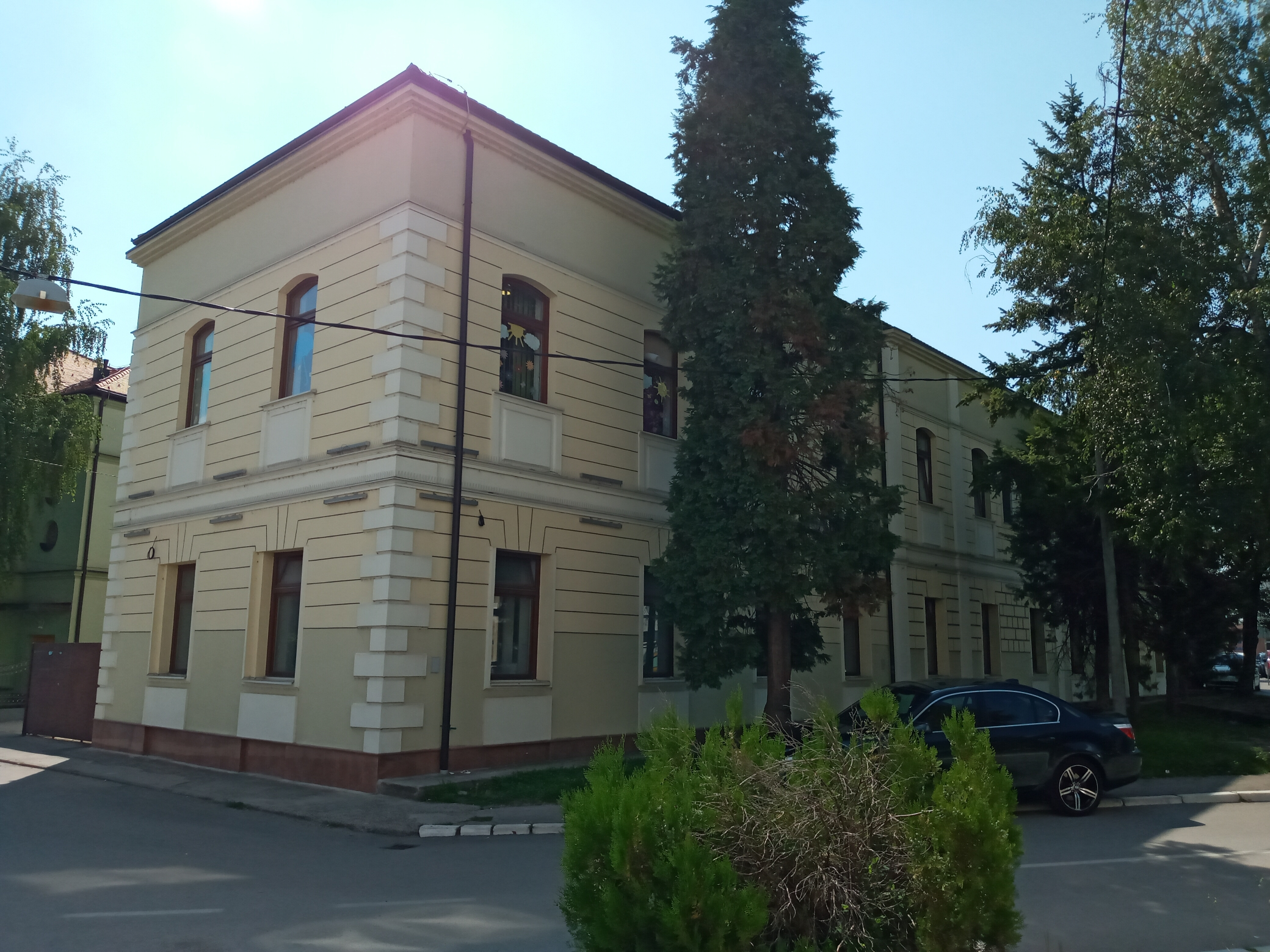
Una rüşdiye a Brčko

La Rüşdiye (in Turco Ottomano: Mekteb-i Rüşdî, plurale Mekâtib-i Rüşdiye) era un istituto di istruzione secondaria aperto nell'Impero Ottomano dopo l'Editto del Tanzimat del 1839.

## Fondazione
Prima dell'apertura delle scuole secondarie chiamate "rüşdiye", gli istituti di istruzione secondaria furono aperti con il nome di "selâtîn-i izâm mektepleri" durante il regno del sultano Mahmud II. Durante il regno del sultano Abdülmecid II, nel 1845 fu preparato un editto che prevedeva l'istituzione di un nuovo sistema educativo in stile occidentale. Nel sistema educativo preparato di conseguenza, fu istituito un sistema educativo a tre livelli composto da sıbyan Mektebi, rüşdiye e Dârülfünunun, influenzato dal sistema educativo francese. la prima rüşdiye fu aperta nella scuola Dâvud Paşa di Istanbul nel 1847. Seguirono quattro scuole rüşdiye a Bâyezid, Üsküdar, Tophane e Bâbıâlî. Nel 1848 fu aperto il "Dârülmuallimîn-i Rüşdî" a Fatih, Istanbul, per formare gli insegnanti di queste istituzioni che fornivano istruzione a livello secondario. Nell'ultimo quarto del XIX secolo vennero istituite  rüşdiye militari a Istanbul e nelle province. Le studentesse vennero incoraggiate a frequentare le rüşdiye e a questo scopo venne aperta la Dârülmuallimât (Scuola di formazione per insegnanti donne) a Sultanahmet, Istanbul, per formare insegnanti donne che insegnassero nelle rüşdiye femminili.

## Distribuzione
Secondo il Maârif-i Umûmiyye Nizamnâme del 1869, una rüşdiye maschile doveva essere aperta in ogni insediamento con una popolazione superiore a 500 famiglie, mentre  per il momento una rüşdiye femminile doveva essere aperta solo nei centri provinciali. Negli insediamenti con una popolazione mista, le rüşdiye potevano essere aperte sia per i musulmani che per i non musulmani, a condizione che il numero di famiglie del gruppo religioso in questione superasse il numero di 500. Al 1875, le scuole rüşdiye di Istanbul (che complessivamente avevano 1884 studenti) erano le seguenti: Beşiktaş, Mahmudiye, Kapudan Paşa, Mirgün, Galata, Şehzâde, Fatih, Sütlüce, Üsküdar-ı Cedid, Beylerbeyi, Kanlıca, Tophanelioğlu, Feyziye, Bayezid, Zeyrek, Davud Paşa, Eyüb, Üsküdar-ı Atîk, Odabaşı, Sultan Selim. Nelle rüşdiye femminili c'erano circa 1200 studentesse: a Sultan Ahmed, Şehzâde, Yusuf Paşa, Altay, At Pazarı, Üsküdar, Gülfem, İbrahim Paşa e Eyüp.
Nell'Impero al di fuori di Dersaadet, c'erano in totale 331 rüşdiye e 18750 studenti. Queste scuole erano organizzate secondo le province dal ministero dell'interno (Zabtiye Nezareti) (13), Vilayet di Edirne (25), Vilayet del Danubio (44), Vilayet di Bosnia (22), Vilayet di Salonicco (21), Vilayet di Giannina (12), Vilayet di Bitola (13), Vilayet di Creta (7), Vilayet dell'Arcipelago (14), Vilayet di Hüdavendigâr (25), Vilayet di Aidin (13), Vilayet di Konya (16), Vilayet di Ankara (15), Vilayet di Sivas (9), Vilayet di Kastamonu (17), Vilayet di Trebisonda (9), Vilayet di Erzurum (19), Vilayet di Diyarbekir (16), Vilayet di Aleppo (11), Vilayet di Siria (11), Vilayet di Adana (5), Vilayet di Baghdad (8), Vilayet della Tripolitania (4), Mutasıflığı di Cipro (1), Mutasıflığı di Canik (3), Mutasarrifato di Gerusalemme (2) e Sangiaccato di Zor (2).
Le rüşdiye, originariamente create per educare gli studenti all'istruzione superiore, si evolsero gradualmente in istituti di istruzione secondaria volti allo sviluppo degli studenti del livello primario. Con l'apertura degli idadi durante l'ultimo periodo dei Sultani Abdülaziz e Abdülhamid II, le rüşdiye cominciarono a funzionare come primo livello di istruzione secondaria. All'inizio del XX secolo, erano state aperte in totale più di 600 rüşdiye e 74 di esse erano rüşdiye femminili.

## Insegnamento
Il periodo di istruzione delle scuole superiori fu stabilito in quattro anni e i corsi da insegnare furono organizzati come segue:
- Educazione religiosa
- Grammatica, ortografia e scrittura del turco ottomano
- Arabo e persiano secondo il nuovo metodo
- Contabilità
- Calcolo (matematica)
- Lezione di hatt
- Fondamenti di geometria (Mebâdi-i hendese)
- Storia generale e storia ottomana
- Geografia
- Ginnastica
- La lingua locale della località in cui si trovava la scuola
- Nei luoghi in cui il commercio era intenso, il quarto anno venivano impartite lezioni di francese agli studenti intelligenti e volenterosi.